# Almo de Orcómeno
En la mitología griega, Almo o Halmo (griego: Ἄλμος), o también Holmo (Ὅλμος) fue un príncipe corintio e hijo del rey Sísifo y de la pléyade Mérope. Sus hermanos fueron Glauco, Ornitión y Tersandro, pero otros añaden también a Porfirión. Almo fue el héroe epónimo de la región y las aldeas de los almones u olmones.

## Familia
Pausanias escribe que Almo tuvo dos hijas, Crise y Crisogenea, quienes eran consortes de Ares y Poseidón respectivamente. El hijo que tuvo Crise con Ares fue Flegias, quién heredó el reino de Orcómeno, ya que Eteocles había muerto sin hijos. El hijo que tuvo Crisogenea con Poseidón era Crises, quién sucedió a Flegias como rey del Orcómeno, y en su reinado fue padre de Minias. En otra versión, la segunda hija fue llamada Crisogona, y Minias es el hijo que tuvo con Poseidón, y no su nieto. También se decía que Almo fue el padre de Minias. 

## Mitología
La mayoría de la información disponible que se tiene sobre él aparece en la Descripción de Grecia de Pausanias. Según el autor, Almo recibió un pequeño terreno en el Orcómeno por el rey Eteocles y vivió allí. Se ha creído que un pueblo fue llamado Almones (más terde Olmones) por él. Esto es también mencionado por Esteban de Bizancio, quién nombra la obra de Pausanias, pero dice que el personaje Holmo es por quien se había nombrado así el pueblo, y no por Almo.